# Psiadia melastomatoides
Psiadia melastomatoides là một loài thực vật có hoa trong họ Cúc. Loài này được (Lam.) A.J.Scott miêu tả khoa học đầu tiên năm 1991.